# بوروس آلبرتس
بروس مایکل آلبرتس (به انگلیسی: Bruce Michael Alberts) بیوشیمیدان آمریکایی زادهٔ چهاردهم آوریل سال ۱۹۳۸ است. او مدرک خود را از دانشگاه هاروارد در رشته بیوشیمی کسب کرد. او به خاطر تحقیقات وسیع تحت نام «پروتئین‌های سازمان‌دهنده در تقسیمات سلولی» مشهور است. آلبرتس از سال ۱۹۹۳ تا ۲۰۰۵ رئیس کل انجمن علوم ایالات متحده بوده‌است. وی مؤلف کتاب‌های معتبر در زمینه زیست‌شناسی است که کتاب the cell شهرت جهانی دارد. نسخه خلاصهٔ این کتاب در ایران توسط انتشارات خانهٔ زیست‌شناسی ترجمه و به چاپ رسیده که البته نسخه کامل ترجمه نشده‌است.
وی د سال ۲۰۰۷ به عنوان سر دبیر مجله مشهور Science انتخاب گشت.
در کل ۳ کتاب معروف زیست‌شناسی توسط آلبرتس، جفری کوپر و هاروی لودیش از کتاب‌های به‌نام دنیا در این زمینه هستند. کتاب زیست‌شناسی آلبرتس در سال ۲۰۰۸ مقام دوم فروش را بعد از زیست‌شناسی لودیش به دست آورد. مقام سوم به کوپر تعلق گرفت؛ البته در میان دانشجویان پزشکی ایالات متحده، کتاب کوپر که کتاب زیست‌شناسی براساس پایهٔ پزشکی است، اعتبار بیش‌تر دارد؛ لذا این رقابت باعث شده که این سه تن نسخه‌های به‌روز را منتشر کنند تا در کورس رقابت باقی بمانند.